# Xiong Jing Nan
 (février 2024).
Xiong Jing Nan, parfois écrit Xiong Jingnan, (chinois : 熊竞楠), née le 12 janvier 1988 dans le Xian de Weishan, est une pratiquante de MMA chinoise, actuelle championne en titre dans la catégorie poids pailles de ONE Championship, titre qu'elle a également a remporté lors de sa première édition. Elle est également la première personne chinoise à avoir remporté un titre mondial dans ce sport.

## Palmarès en MMA
| 20 combats     | 18 victoires | 2 défaites |
| Par KO         | 10           | 0          |
| Par soumission | 1            | 1          |
| Sur décision   | 7            | 1          |

| Résultat | Record | Adversaire          | Méthode                                     | Événement                               | Date              | Round | Temps | Lieu               | Notes                                                                        |
| -------- | ------ | ------------------- | ------------------------------------------- | --------------------------------------- | ----------------- | ----- | ----- | ------------------ | ---------------------------------------------------------------------------- |
| Victoire | 18-2   | Angela Lee          | Décision unanime                            | ONE on Prime Video 2                    | 30 septembre 2022 | 5     | 5:00  | Kallang, Singapour | Catégorie poids pailles (57 kg (125 lb)).                                    |
| Victoire | 17-2   | Ayaka Miura         | Décision unanime                            | ONE Championship: Heavy Hitters         | 14 janvier 2022   | 5     | 5:00  | Kallang, Singapour | Catégorie poids pailles (57 kg (125 lb)).                                    |
| Victoire | 16-2   | Michelle Nicolini   | Décision unanime                            | ONE Championship: Empower               | 3 septembre 2021  | 5     | 5:00  | Kallang, Singapour | Catégorie poids pailles (57 kg (125 lb)).                                    |
| Victoire | 15-2   | Tiffany Teo         | Décision unanime                            | ONE Championship: Inside the Matrix     | 30 octobre 2020   | 5     | 5:00  | Kallang, Singapour | Catégorie poids pailles (57 kg (125 lb)).                                    |
| Défaite  | 14-2   | Angela Lee          | Soumission Technique (étranglement arrière) | ONE Championship: Century Part 1        | 13 octobre 2019   | 5     | 4:48  | Tokyo, Japon       | Catégorie poids pailles (57 kg (125 lb)).                                    |
| Victoire | 14-1   | Angela Lee          | TKO (coups portés au corps)                 | ONE Championship: A New Era             | 31 mars 2019      | 5     | 1:37  | Tokyo, Japon       | Catégorie poids atomes (52 kg (115 lb)).                                     |
| Victoire | 13-1   | Samara Santos Cunha | KO (coup de poing)                          | ONE Championship: Beyond the Horizon    | 8 septembre 2018  | 3     | 1:22  | Shanghaï, Chine    | Défend le titre dans la catégorie poids pailles féminins (57 kg (125 lb)).   |
| Victoire | 12-1   | Laura Balin         | Décision unanime                            | ONE Championship: Pinnacle of Power     | 21 juin 2018      | 5     | 5:00  | Beijing, Chine     | Défend le titre dans la catégorie poids pailles féminins (57 kg (125 lb)).   |
| Victoire | 11-1   | Tiffany Teo         | TKO (coups de poing)                        | ONE Championship: Kings of Courage      | 20 janvier 2018   | 4     | 2:17  | Jakarta, Indonésie | Remporte le premier championnat ONE dans la catégorie poids mouches féminins |
| Victoire | 10-1   | April Osenio        | TKO (coups de poing)                        | ONE Championship: Warriors of the World | 9 décembre 2017   | 1     | 3:44  | Bangkok, Thaïlande |                                                                              |
| Victoire | 9-1    | Alena Gondášová     | KO (coup de pied porté à la tête)           | Kunlun Fight MMA 7                      | 15 décembre 2016  | 2     | 4:13  | Beijing, Chine     | Catégorie poids mouches                                                      |
| Victoire | 8-1    | Julia Borisova      | Décision unanime                            | Kunlun Fight 51                         | 10 septembre 2016 | 3     | 5:00  | Fuzhou, Chine      | Catégorie poids pailles                                                      |
| Victoire | 7-1    | Mona Samir          | TKO (coups de poing)                        | Kunlun Fight 48                         | 31 juillet 2016   | 1     | 4:00  | Jining, Chine      |                                                                              |
| Victoire | 6-1    | Daria Chibisova     | Décision unanime                            | Kunlun Fight 30                         | 4 septembre 2015  | 3     | 5:00  | Dazhou, Chine      | Catégorie poids coqs                                                         |
| Défaite  | 5-1    | Colleen Schneider   | Décision unanime                            | Kunlun Fight 26                         | 6 juin 2015       | 3     | 5:00  | Chongqing, China   | Catchweight (132 lb).                                                        |
| Victoire | 5-0    | Victoria Godumchuk  | TKO (coups de poing)                        | Kunlun Fight 23                         | 26 avril 2015     | 1     | 1:43  | Changsha, Chine    | Catchweight (132 lb).                                                        |
| Victoire | 4-0    | Marina Lvova        | TKO (coups de poing)                        | Kunlun Fight 22                         | 12 avril 2015     | 1     | 1:52  | Changde, Chine     |                                                                              |
| Victoire | 3-0    | Liliya Kazak        | Décision unanime                            | Kunlun Fight 19                         | 1er février 2015  | 3     | 1:22  | Guangzhou, Chine   |                                                                              |
| Victoire | 2-0    | Liubov Tiupina      | TKO (coups de poing)                        | Kunlun Fight 15                         | 3 janvier 2015    | 1     | 2:19  | Nanjing, Chine     |                                                                              |
| Victoire | 1-0    | Inna Hutsal         | Soumission Technique (clé de bras)          | Kunlun Fight 9                          | 31 août 2014      | 1     | 0:50  | Shangqiu, Chine    | Catégorie poids mouche                                                       |